# Yesterday and Today (The Field)
Yesterday and Today è il secondo album in studio del musicista svedese The Field, pubblicato il 26 maggio 2009 sia in Europa che negli Stati Uniti.
Kompakt lo ha definito "più organico del suo successore". L'album, Composto da 6 brani inediti, si fa notare anche per la presenza del batterista dei Battles John Stanier nella title track. Il brano "Everybody's Got to Learn Sometime" è una cover dei Korgis.

## Tracce
1. I Have the Moon, You Have the Internet – 8:00
2. Everybody's Got to Learn Sometime – 6:47
3. Leave It – 11:34
4. Yesterday and Today (con John Stanier) – 10:04
5. The More That I Do – 8:32
6. Sequenced – 15:41